# Lucille Starr
Pour les articles homonymes, voir Starr.
 (mars 2018).
Si vous disposez d'ouvrages ou d'articles de référence ou si vous connaissez des sites web de qualité traitant du thème abordé ici, merci de compléter l'article en donnant les références utiles à sa vérifiabilité et en les liant à la section « Notes et références ».
Lucille Starr, nom de scène de Lucille Raymonde Marie Savoie, née le 13 mai 1938 à Saint-Boniface, à côté de Winnipeg dans la province du Manitoba au Canada et morte le 4 septembre 2020 à Las Vegas, est une chanteuse canadienne franco-manitobaine de folk et de country.

## Biographie
Lucille Savoie joua très tôt de la musique, notamment de la guitare, de la guitare basse et de la mandoline. Elle s'installa à Port Coquitlam dans le quartier francophone de Maillardville en Colombie-Britannique. Au cours de son adolescence, elle chante avec l'ensemble musical francophone Les Hirondelles.
En 1954, Lucille Savoie commence sa carrière à Vancouver sous le nom de « Lucille Starr ».
Son plus grand succès est son album The French Song avec le succès de la chanson Quand le soleil dit bonjour aux montagnes, écrite par les auteurs-compositeurs américains Harry Pease et Larry Vincent, et traduite et interprétée en français sous le titre "Bonjour mon soleil" par la chanteuse Carmen Richer en 1945. Sa voix est caractérisée par son vibrato qui en fait une chanteuse de Yodel. Elle devient célèbre au milieu des années 1960 aux États-Unis, au Canada, en Europe et jusqu'en Australie. Elle vend entre 1 million et 5 millions d'exemplaires par album, notamment avec ses chansons à succès telles que Yours, Crazy Arms, Jolie Jacqueline et Bonjour Tristesse.
En 1987, Lucille Starr est la première femme à être intronisée au Hall d'Honneur de l'Association de la musique country canadienne.
En 1989, elle est admise au Canadian Country Music Hall of Fame. Elle est également la première femme à remporter le prix Europe's Gold Tulip Award.
En 2005, elle est membre honoraire de l'Aboriginal Music Hall of Fame du Canada. Une rue de Port Coquitlam en Colombie-Britannique porte son nom.

### Mort
Lucille Starr est décédée le 4 septembre 2020 des suites d’une longue maladie.

### Vie privée
En 1956, Lucille Starr rencontre le chanteur, auteur-compositeur, guitariste et violoneux Bob Regan, avec qui elle forme un duo country, les Canadian Sweethearts. Lucille Savoie et Bob Regan se marient et s'installent à Los Angeles.